# 克莱德海军基地
克莱德海军基地（His Majesty's Naval Base, Clyde；缩写：HMNB Clyde；HMS Neptune），是英国皇家海军的三个现有的海军基地之一，坐落于苏格兰盖尔湖的法斯兰港（Faslane），是皇家海军苏格兰总部所在地，英国的核武器存放于此地的核潜艇中。法斯兰港建造于二战期间。